# بوزيلي
بوزيلي هي بلدية في مقاطعة إزرنية في منطقة مليزة بجنوب إيطاليا، وتقع على بعد حوالي 50 كيلومتر (31 ميل) غرب كمبباسة وحوالي 15 كيلومتر (9 ميل) جنوب غرب إزرنية.